# Microcephalops brevicornis
Microcephalops brevicornis är en tvåvingeart som beskrevs av Friedrich Hermann Loew 1858. Microcephalops brevicornis ingår i släktet Microcephalops och familjen ögonflugor. Inga underarter finns listade i Catalogue of Life.